# میتسوبیشی ۳۸۰

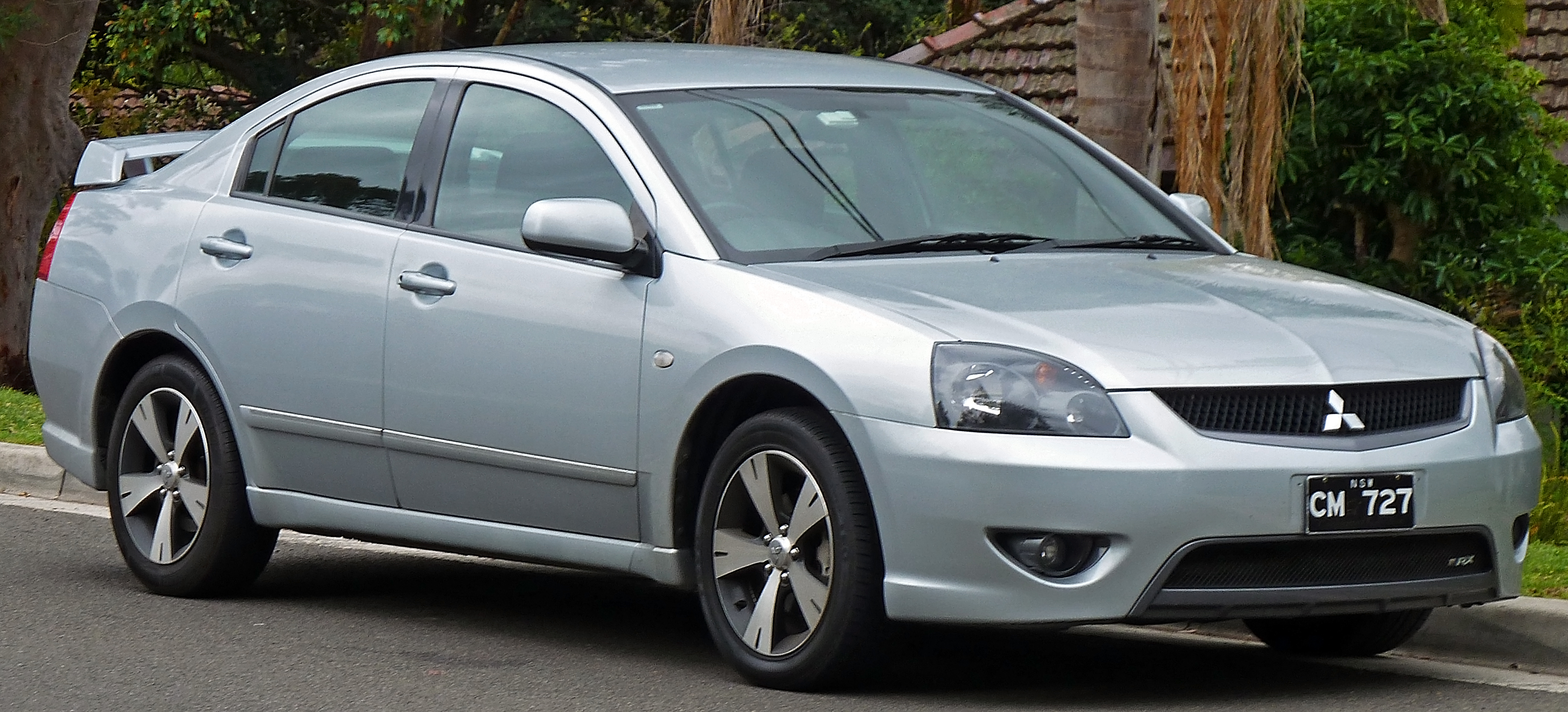

میتسوبیشی ۳۸۰ (Mitsubishi 380) خودرویی است که در سال‌های ۲۰۰۵ تا ۲۰۰۸در استرالیا تولید شده‌است.
این خودرو در کلاس خودرو سایز متوسط قرار گرفته و طراحی آن خودروهای موتور جلو-محور جلو بوده طول آن در حالت طبیعی ۴٬۸۳۷ میلیمتر (۱۹۰٫۴ اینچ) و عرض آن در حالت طبیعی ۱٬۸۴۰ میلیمتر (۷۲ اینچ) است. سیستم جعبه‌دندهٔ آن ۵ دنده به دو صورت خودکار و دستی است.